# Bulbul à sourcils blancs
Pycnonotus luteolus
Espèce
Statut de conservation UICN

 LC  : Préoccupation mineure
Le Bulbul à sourcils blancs (Pycnonotus luteolus) est une espèce de passereau de la famille des Pycnonotidae.
Il réside au Sri Lanka et sur les côtes de la péninsule indienne.
C'est un oiseau des broussailles sèches et des orées des bois. Il construit son nid dans un arbre, et y pond deux œufs dans une couvée classique.
Il mesure environ 20 cm de longueur, avec une longue queue. Il est gris-olive sur le dos et blanchâtre sur le ventre. Cette espèce est identifiée par son supercilium blanc, son croissant blanc  au-dessous de l'œil, ses rayures sombres au niveau de l'œil et de la moustache. Les sexes ont des plumages similaires. On les repère par l'éclat de leur chant du haut d'un buisson mais ils sont difficiles à voir.
Ils se nourrissent de fruits, de nectar et d'insectes.

## Sous-espèces
- Pycnonotus luteolus luteolus (Lesson) 1841
- Pycnonotus luteolus insulae Whistler & Kinnear 1932 : au Sri Lanka